# 306 до н. е.

## Події
- Китайське царство Юе на півночі Фуцзяня було захоплене військами Чу
- Битва при Саламіні на Кіпрі

## Народились
- Персей (філософ)